# Śmiłowice-Pustki
Śmiłowice-Pustki (do 31 grudnia 2016 r. Pustki Śmiłowskie) – wieś w Polsce położona w województwie kujawsko-pomorskim, w powiecie włocławskim, w gminie Choceń.
Przed 1 stycznia 2017 miejscowość nosiła nazwę Pustki Śmiłowskie.
W latach 1975–1998 miejscowość administracyjnie należała do województwa włocławskiego. Według Narodowego Spisu Powszechnego (III 2011 r.) liczyła 115 mieszkańców. Jest 24. co do wielkości miejscowością gminy Choceń.